# لی سئونگ-یون
لی سئونگ-یون (کره‌ای: 이승윤؛ زادهٔ ۱۸ آوریل ۱۹۹۵) کماندار اهل کره جنوبی است که در مسابقات المپیک تابستانی ۲۰۱۶ در رشتهٔ تیراندازی با کمان تیمی مردان، به‌همراه کیم وو جین و کو بُن-چن صاحب مدال طلا شد.